# Marcello Baldi
Marcello Baldi (Telve, 1º agosto 1923 – Roma, 22 luglio 2008) è stato un regista e sceneggiatore italiano.

## Biografia
Nato a Telve, in Valsugana, in gioventù frequentò la facoltà di Lettere, ma abbandonò gli studi prima del completamento, dedicandosi alla carriera cinematografica.
Le sue prime esperienze furono in qualità di assistente di Antonio Covi e Vincenzo Sorelli, documentaristi, e successivamente di Romolo Marcellini, regista, con il quale collaborò anche in seguito. Negli anni '40 lavorò presso il Centro Cattolico Cinematografico, occupandosi soprattutto di filmati di attualità. In seguito collaborò, come assistente, con il regista Lionello De Felice, e tornò a lavorare con Romolo Marcellini per il film Guerra alla guerra, uscito nel 1946: di questo film realizzò il montaggio, e girò personalmente alcune delle scene.
A seguito della spedizione italiana al K2 del 1954, fu incaricato di realizzare il film ufficiale Italia K2. Per farlo, si avvalse del materiale girato in Pakistan da Mario Fantin, componente della spedizione; integrò poi il materiale pakistano con sequenze da lui stesso girate in Italia, e realizzò il montaggio finale. Il film uscì nel 1955.
Negli anni successivi si dedicò soprattutto alla regia di film a soggetto religioso e didattico, come ad esempio Saul e David del 1965; si occupò comunque anche di altri generi cinematografici. A partire dagli anni '70 lavorò anche per la televisione, realizzando, tra le altre opere, il documentario Le evasioni celebri: Benvenuto Cellini del 1972.
Per la televisione ha realizzato Sapore di gloria (1988), con Giulio Base, Cinzia De Ponti, Nanni Svampa, Fabiana Udenio, Ambra Orfei.
Negli ultimi anni di vita era ritornato in Trentino; poco prima della morte stava lavorando ad un nuovo film insieme al figlio Dario.

## Filmografia

### Regista
- Italia K2 (1955)
- Il raccomandato di ferro (1959)
- 100.000 leghe nello spazio (1960)
- Marte, dio della guerra (1962)
- Il criminale (1962)
- Giacobbe - L'uomo che lottò con Dio (1963)
- I patriarchi (1964)
- Saul e David (1965)
- I grandi condottieri (1965)
- Inferno a Caracas (1967)
- Stuntman (1968)
- Incensurato provata disonestà carriera assicurata cercasi (1972)
- Lo scomparso – film TV (1987)
- Narciso (2008)

### Sceneggiatore
- Canti sui monti, regia di Antonio Covi (1943)
- La vendetta di Ercole, regia di Vittorio Cottafavi (1960)
- Maciste l'uomo più forte del mondo, regia di Antonio Leonviola (1961)

### Direttore della fotografia
- Guerra alla guerra, regia di Romolo Marcellini (1945)

### Aiuto regista
- Senza bandiera, regia di Lionello De Felice (1951)

## Prosa televisiva Rai
- Bertoldo, Bertoldino e Cacasenno di Pier Benedetto Bertoli, regia di Marcello Baldi, trasmessa il 6 gennaio 1969.
- La sera della partita di Denis Costanduros, regia di Marcello Baldi, trasmessa sul Programma Nazionale il 10 giugno 1971.